# لوتوس در هنر مذهبی
لوتوس در هنر مذهبی (انگلیسی: Sacred lotus in religious art) لوتوس یک گیاه آبزی است که نقش اصلی را در هنر دین‌های هندی مانند هندوئیسم، آیین بودایی و جین (دین) دارد.